# Giuramento di fedeltà al fascismo
Il giuramento di fedeltà al fascismo fu un atto di formale adesione al regime fascista, imposto per legge nel 1931 ai docenti delle università italiane. 
Iniziativa con pochi precedenti in Italia, l'obbligo di giuramento fu il punto culminante di una politica, messa in atto dal regime, di sistematica negazione della libertà d'insegnamento. Sotto pena di essere dispensati dal servizio quasi tutti i docenti prestarono giuramento. Si calcola che i professori i quali, a vario titolo, si sottrassero all'obbligo di giurare furono meno di venti su un totale di più di milleduecento.
Principale promotore dell'iniziativa, che suscitò indignazione nell'opinione pubblica fuori dall'Italia, fu il filosofo e ideologo fascista Giovanni Gentile. Gli studiosi hanno prodotto valutazioni discordi circa l'utilità politica, per il regime, di tale obbligo di giuramento, mentre sono pressoché unanimi nel biasimare l'iniziativa e nell'elogiare i pochi docenti che rifiutarono di giurare.

## Storia

### Premessa
Ai professori universitari storicamente sono stati riconosciuti autonomia e diritto di autoregolamentazione. Notorio il caso in Francia del matematico Augustin-Louis Cauchy che, da legittimista intransigente, nel 1830 si rifiutò di giurare fedeltà alla monarchia di luglio.

### Precedenti in Italia
Nel 1798 la Repubblica cisalpina previde una formula di giuramento che riguardava tutti i pubblici funzionari, compresi i docenti universitari: occorreva giurare, sotto pena di licenziamento, «inviolabile osservanza alla costituzione», «odio eterno al governo dei re, degli aristocratici e oligarchi», e inoltre di non tollerare un giogo straniero, sostenere la libertà e l'uguaglianza e contribuire alla prosperità della repubblica. Quattordici docenti dell'Università di Bologna rifiutarono di giurare, nonostante le pressioni da parte della polizia.
Durante il Risorgimento fu richiesto ai docenti universitari un giuramento di fedeltà al re, allo Statuto e alle leggi; richiesto all'Università di Bologna nel 1864, fu ivi rifiutato da quattro professori, di cui tre ordinari e un professore incaricato (all'epoca l'Università di Bologna contava circa 46 ordinari). Nel 1871, un anno dopo l'annessione di Roma al Regno d'Italia, l'allora ministro della pubblica istruzione Cesare Correnti impose ai professori universitari romani di prestare il giuramento il cui testo recitava: «Io giuro di essere fedele a Sua Maestà il Re e ai suoi reali successori, di osservare lealmente lo Statuto, e di esercitare le mie funzioni di professore universitario col solo scopo del bene inseparabile del Re e della patria». Quattordici professori, sui 57 che allora contava l'Università La Sapienza, rifiutarono di giurare e dovettero lasciare la cattedra. L'episodio suscitò fra l'altro la protesta dell'allora deputato conservatore e docente universitario Ruggiero Bonghi, che nella seduta parlamentare del 2 marzo 1872 concluse il suo discorso affermando che «non c'è tirannia più grande di quella di giudicare tutte le coscienze a un modo e pretendere di ritrovare in tutte la propria».
Nel 1910 l'allora papa Pio X impose a tutti gli ecclesiastici, compresi quelli che insegnavano nelle scuole, di giurare contro il modernismo. Dopo forti proteste a livello internazionale il papa esonerò dal giuramento i teologi cattolici presso le università statali, purché non svolgessero compiti pastorali. Questo giuramento fu abolito solo nel 1967.

### La destituzione di Gaetano Salvemini
Lo storico Gaetano Salvemini, all'epoca docente all'Università di Firenze, già durante l'anno accademico 1923-24 subì una serie di minacce e di violenze squadriste, perpetrate anche in aula durante le sue lezioni. Arrestato nell'estate del 1925 e messo poco dopo in libertà provvisoria, decise di espatriare, e nel novembre dello stesso anno, dal suo esilio londinese, indirizzò una lettera al rettore dell'Università in cui, annunciando le proprie dimissioni, denunciava la degenerazione del clima politico causata dalla dittatura fascista che rendeva impossibile l'insegnamento della storia:

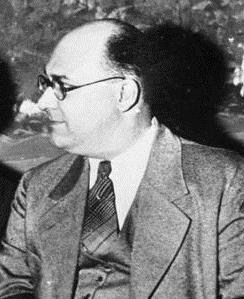
Gaetano Salvemini

Rispondendo alla lettera di Salvemini, il Senato accademico approvò il 25 novembre una deliberazione in cui fra l'altro deplorava «la calunniosa affermazione [...] aggravata dalla pubblicazione in un giornale straniero, secondo la quale il contenuto degli insegnamenti [...] sarebbe turbato da pressioni, le quali, al contrario, non si sono mai verificate» e protestava «per l'ingiuria lanciata dal prof. Salvemini contro il Governo nazionale benemerito della Patria e dell'Università di Firenze». Poco dopo, in un dibattito parlamentare, lo storico e deputato fascista Gioacchino Volpe polemizzò a distanza con Salvemini asserendo che nelle università era ancora «lecito di professare liberamente quella e qualsiasi altra disciplina, anche la storia», e che però era «necessario questa e qualsiasi altra disciplina non mescolarla malamente con la politica»; esisteva (secondo Volpe) «un limite che divide la politica, in quanto storia, dalla politica in quanto polemica, dalla politica avvelenata, dallo spirito fazioso. - Questo limite il prof. Salvemini non lo ha sentito. - È necessario», concludeva l'esponente fascista, «che i maestri questo limite lo sentano, tanto per necessità, per esigenza immanente dello Stato e della vita civile, quanto pel rispetto dovuto agli alunni e alla scuola, alla scienza e alla stessa politica». Secondo lo studioso Giorgio Boatti, questo intervento di Volpe «fissa alcuni concetti che saranno alla base del provvedimento» adottato di lì a sei anni «per imporre ai docenti universitari un giuramento formulato in termini nuovi».
Salvemini rispose alla deliberazione del Senato accademico e (indirettamente) alle argomentazioni di Volpe con un'altra lettera aperta, in cui ironizzava sul servilismo dimostrato dai senatori accademici di Firenze e preconizzava il varo, da parte del regime, di una futura legge contro la libertà d'insegnamento universitario:
Il 4 dicembre 1925 il ministro della pubblica istruzione, anziché accettarne le dimissioni, destituì d'ufficio il prof. Salvemini.

### I provvedimenti legislativi fra il 1924 e il 1927

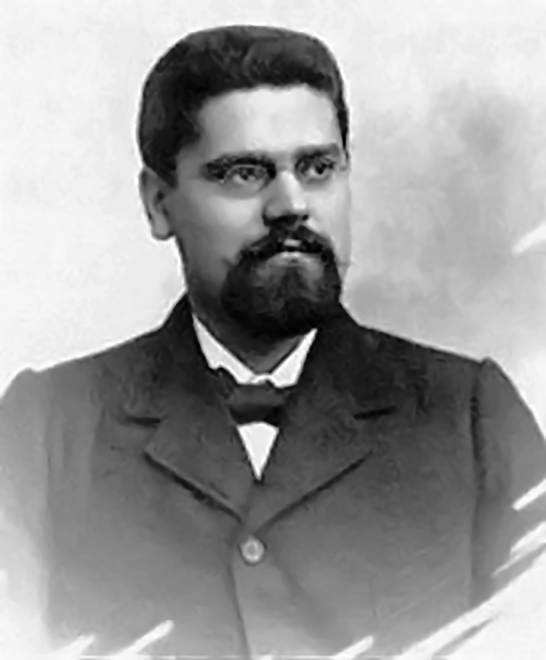
Giovanni Gentile

L'art. 31 del Regolamento generale universitario, approvato dal governo fascista il 6 aprile 1924, previde una formula di giuramento cui i docenti universitari avrebbero dovuto aderire:
Lo storico Helmut Goetz (che attribuisce l'iniziativa di introdurre tale giuramento all'allora ministro della pubblica istruzione Giovanni Gentile) osserva che nella «sua parte politica questo testo corrispondeva parola per parola al giuramento che cinquant'anni prima era stato richiesto nel corso della graduale unificazione d'Italia, tra il 1860 e il 1871 (non si sa se in seguito fosse mai stato reiterato)». In un discorso pronunciato nel novembre 1923 Gentile, da una parte, affermò di avere soltanto risollevato dall'oblio un obbligo che era caduto in disuso; d'altra parte giustificò l'obbligo del giuramento per gli insegnanti affermando che lo Stato aveva il dovere di impedire che l'insegnamento avvenisse secondo concezioni che fossero in contrasto con le finalità dello Stato medesimo. Commentando pochi mesi dopo questo discorso di Gentile, il pubblicista socialista Ugo Guido Mondolfo denunciò la concezione in esso contenuta come «cinica filosofia della tirannide che si dà il nome di idealismo neohegeliano».
Il 24 dicembre 1925 il regime fascista emanò una legge la quale disponeva che il governo avesse facoltà di rimuovere dal servizio tutti i funzionari statali (insegnanti compresi) «che, per ragioni di manifestazioni compiute in ufficio o fuori di ufficio», non dessero «piena garanzia di un fedele adempimento dei loro doveri» o si ponessero «in condizioni di incompatibilità con le generali direttive politiche del Governo». 
Si calcola che, a partire dal 1925, più di 500 fra presidi, professori e insegnanti elementari vennero a vario titolo allontanati dall'insegnamento per motivi politici. Fra i docenti universitari indotti ad abbandonare l'insegnamento si contano Silvio Trentin e Enrico Presutti. Fra gli insegnanti antifascisti delle scuole superiori colpiti dalle nuove disposizioni vi furono l'italianista Umberto Cosmo e la germanista Barbara Allason.
Alla formula di giuramento introdotta nel 1924 fu aggiunta, nel 1927, un'ulteriore clausola che recitava: «Giuro che non appartengo e non apparterrò ad associazioni o partiti, la cui attività non si concili coi doveri del mio ufficio». Il solo docente che non volle giurare con la nuova clausola fu Ignazio Brunelli, professore di diritto costituzionale all'Università di Ferrara, che diede le dimissioni nel dicembre 1926. Goetz commenta che per «Gentile questa era stata la prova generale, ed era stata coronata da successo».

## Disciplina normativa
Il giuramento, nella sua nuova formulazione, venne introdotto con il regio decreto n. 1227 del 28 agosto 1931. In particolare, l'art. 18 del decreto prevedeva che:
Chi si fosse rifiutato di giurare avrebbe perso la cattedra, senza diritto né alla liquidazione né alla pensione.

## Le conseguenze

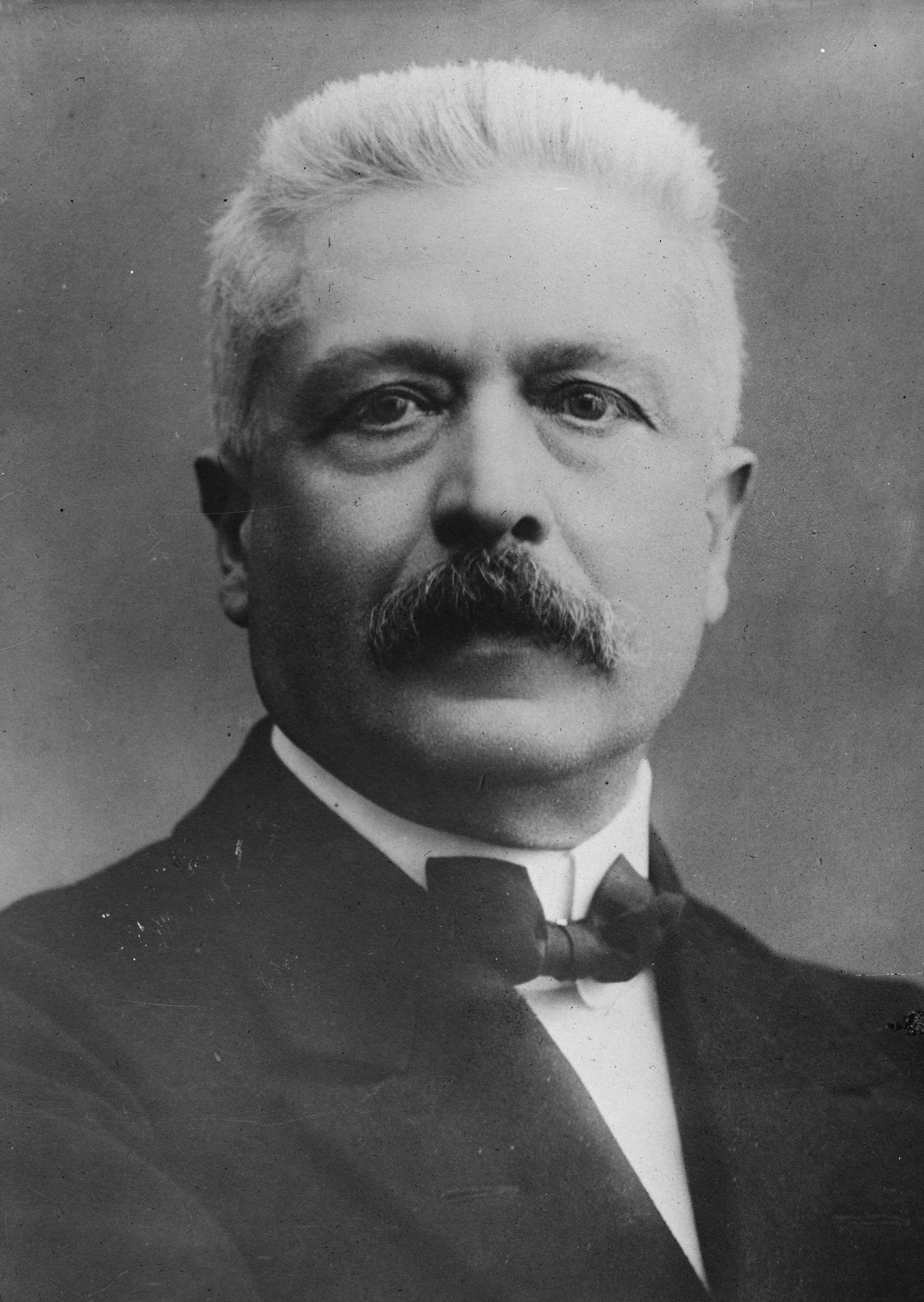
Vittorio Emanuele Orlando

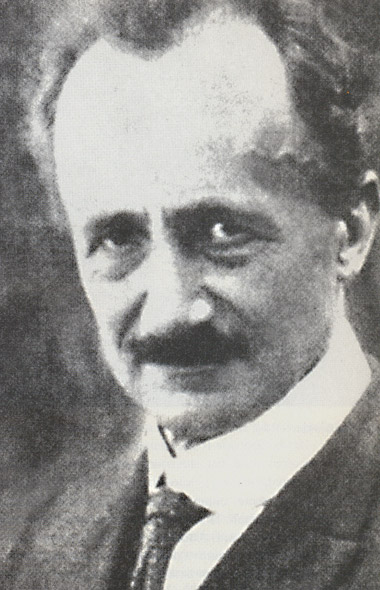
Il filosofo Piero Martinetti

In tutta Italia furono solo una quindicina, su 1.251, i docenti universitari che rifiutarono di prestare giuramento di fedeltà al fascismo, perdendo così la cattedra. Il numero effettivo delle persone che non si sottoposero al giuramento oscilla di qualche unità a seconda delle fonti. L'indeterminazione è dovuta anche ad alcune situazioni particolari di docenti che vi si sottrassero per vie diverse: Vittorio Emanuele Orlando, ad esempio, andò anticipatamente in pensione, mentre altri, come Giuseppe Antonio Borgese, si allontanarono dall'Italia fascista andando esuli all'estero. Allo stesso modo non si sottopose al giuramento il docente ed economista Piero Sraffa, già da alcuni anni esule a Cambridge, che rassegnò le proprie dimissioni dall'Università di Cagliari esattamente il 1º novembre 1931.
I docenti che non aderirono al giuramento furono:
1. Giuseppe Antonio Borgese (estetica), professore in visita all'Università della California - Berkeley[32]
2. Ernesto Buonaiuti (storia del cristianesimo), Università degli Studi di Roma, direttore dell'Edizione Nazionale delle Opere di Gioacchino da Fiore[33]
3. Aldo Capitini, segretario-economo della Normale di Pisa
4. Mario Carrara (antropologia criminale e medicina legale), Università degli Studi di Torino
5. Gaetano De Sanctis (storia antica), Università degli Studi di Roma
6. Antonio De Viti De Marco (scienza delle finanze), Università degli Studi di Roma
7. Floriano Del Secolo (lettere, italianistica), Collegio Militare della Nunziatella
8. Giorgio Errera (chimica), Università degli Studi di Pavia
9. Cesare Goretti (filosofia del diritto), collaboratore della Rivista di filosofia[34]
10. Giorgio Levi Della Vida (lingue semitiche), Università degli Studi di Roma
11. Fabio Luzzatto (diritto civile), Università degli Studi di Macerata
12. Piero Martinetti (filosofia), Università degli Studi di Milano
13. Bartolo Nigrisoli (chirurgia), Università degli Studi di Bologna
14. Enrico Presutti (diritto amministrativo e diritto costituzionale), Università degli Studi di Napoli[32][35]
15. Francesco Ruffini (diritto ecclesiastico), Università degli Studi di Torino
16. Edoardo Ruffini (storia del diritto), Università degli Studi di Perugia
17. Lionello Venturi (storia dell'arte), Università degli Studi di Torino
18. Vito Volterra (fisica matematica), Università degli Studi di Roma
19. Armando Tomaselli (scultura), Accademia di belle arti di Palermo

I pochi accademici vicini (o aderenti) al Partito Comunista d'Italia prestarono il giuramento seguendo il consiglio di Togliatti, poiché mantenendo la cattedra avrebbero potuto svolgere, come dichiarò Concetto Marchesi, «un'opera estremamente utile per il partito e per la causa dell'antifascismo». Il Partito comunista aveva interesse ad avere persone di fiducia e fonti d'informazioni negli atenei italiani, circostanza confermata dal docente di scienza delle finanze Antonio Pesenti, che nel 1933 venne anche autorizzato a iscriversi al PNF «per non essere tagliato fuori dall'attività scientifica e per poter continuare in migliori condizioni l'attività clandestina».
La maggior parte dei cattolici, su suggerimento di papa Pio XI, ispirato probabilmente da Agostino Gemelli, prestò giuramento «con riserva interiore». L'Osservatore Romano del 4 dicembre 1931 sostenne in un articolo che il "giuramento" era pienamente lecito, dovendosi l'espressione "Regime Fascista" intendere equivalente a "governo dello Stato". 
I 58 professori dell'Università Cattolica di Milano, per i quali il rettore Agostino Gemelli aveva ottenuto che non dovessero giurare in quanto non dipendenti statali, vollero giurare, con l'eccezione di quattro docenti: Francesco Rovelli, Giovanni Soranzo, Mario Rotondi (che proprio per evitare il giuramento aveva chiesto e ottenuto il trasferimento da Pavia all'Università Cattolica) e lo stesso padre Agostino Gemelli.
Lo storico Helmut Goetz commenta: «Alla domanda sul perché solo quattro professori, con alla testa il rettore, abbiano declinato il giuramento volontario, malgrado non avessero da temere la benché minima conseguenza negativa, non è facile dare una risposta. In casi del genere, di solito, la maggioranza segue il proprio superiore. Si può pertanto soltanto supporre che Gemelli, pur riconoscendo pienamente che si trattava di una scelta volontaria, e malgrado la sua personale decisione, abbia pregato i suoi docenti di giurare, se non tutti almeno in maggioranza, in modo da non irritare inutilmente Mussolini e il ministero».
Vi furono docenti, come Guido Calogero e Luigi Einaudi, che accondiscesero al giuramento seguendo l'invito di Benedetto Croce a rimanere nell'università «per continuarvi il filo dell'insegnamento secondo l'idea della libertà» e per impedire che le loro cattedre - secondo l'espressione di Einaudi - cadessero «in mano ai più pronti ad avvelenare l'animo degli studenti», vale a dire affinché non fossero occupate da professori fascisti.
Alcuni docenti, pur accettando di giurare, vollero comunque manifestare in qualche modo la loro contrarietà. Scrive Goetz che il professore di storia della letteratura all'Università di Bologna Alfredo Galletti fece ricorso a «una vecchia usanza. Onde esprimere nel modo più drastico la sua indignazione, anzi il suo disgusto per il giuramento forzato, tenne infilato il guanto e dopo aver firmato il verbale di giuramento gettò la penna sul tavolo con tanta violenza che l'inchiostro schizzò per ogni dove». Francesco Lemmi, docente di storia moderna all'Università di Torino, subito dopo aver giurato affermò: «Firmo perché padre di famiglia». Secondo Goetz la paura della miseria era «una ragione condivisa da una parte consistente, se non addirittura prevalente» della categoria dei docenti.

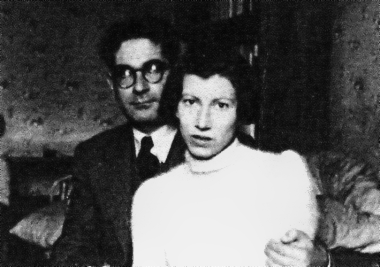
Leone Ginzburg con la moglie Natalia.

Nel conteggio dei renitenti va anche considerato il fatto che la norma ebbe effetti protratti nel tempo e, quindi, la platea di riferimento va estesa anche a tutti gli altri professori subentrati nel corpo docente universitario dal 1932 in poi: ad esempio, nel 1934 lo studioso antifascista Leone Ginzburg (che, dieci anni dopo, sarà ucciso dai nazisti durante l'occupazione di Roma) ottenne una libera docenza presso la facoltà di lettere di Torino, ma non prese servizio in quanto si rifiutò di prestare il giuramento di fedeltà al fascismo. Ginzburg scrisse la seguente lettera al preside della facoltà:
Una lapide commemorativa presso l'Università degli Studi di Torino ricorda il rifiuto all'obbedienza al fascismo dei quattro docenti che lavorarono nell'Ateneo: Mario Carrara, Francesco Ruffini, Lionello Venturi e Gaetano De Sanctis.

## Il ruolo di Giovanni Gentile

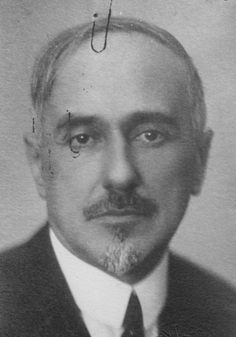
Balbino Giuliano

L'idea dell'inserimento della clausola di fedeltà al fascismo viene talora attribuita al filosofo Balbino Giuliano, che ricopriva in quegli anni la carica di Ministro dell'educazione nazionale nel governo Mussolini.
In una nota inviata a Mussolini il 5 gennaio 1929, Giovanni Gentile (già ministro della pubblica istruzione dal 1922 al 1924) scrisse che l'articolo 22 della legge sull'insegnamento universitario (ossia l'articolo del giuramento), «con una breve aggiunta alla formula vigente potrà, come ho avuto l'onore di esporre a voce, risolvere la questione delicata e ormai urgente della fascistizzazione delle Università Italiane». Si ritiene dunque che Gentile sia stato il principale promotore dell'aggiunta delle parole «al Regime fascista» nella formula, poi attuata due anni dopo da Giuliano.
Gaetano De Sanctis, uno dei professori che nel 1931 non giurarono, affermò che Gentile gli aveva confessato di essere l'ideatore del giuramento:
Un suggerimento a modificare la formula del giuramento in quel senso, Gentile lo aveva anche ricevuto dal matematico Francesco Severi, preoccupato della propria posizione personale, in quanto firmatario del Manifesto degli intellettuali antifascisti (anche se poi si era convertito al fascismo con la nomina ad accademico d'Italia), nel momento in cui cercava di acquisire la leadership nella matematica italiana; Severi nel febbraio del 1929 gli aveva suggerito di proporre al Gran consiglio del fascismo: 
Ad ogni modo, già nel 1929 Gentile approvò e sostenne pubblicamente il giuramento al regime, che nella sua ottica avrebbe dovuto condurre al superamento della divisione, creatasi nel 1925, tra i firmatari del suo Manifesto degli intellettuali fascisti e coloro che invece avevano aderito al Manifesto degli intellettuali antifascisti ("Antimanifesto"), redatto dal suo ex amico e rivale Benedetto Croce. Secondo il filosofo siciliano, il giuramento avrebbe permesso a quei firmatari del manifesto crociano che nel frattempo avevano cambiato posizione di essere reintegrati pienamente nella vita intellettuale del Paese, sfuggendo alla discriminazione che subivano:
Secondo Gentile, la "fascistizzazione" del mondo accademico era ormai giunta a tal punto che occorreva dimostrare in Italia e all'Estero che:
Descrisse poi tale processo di allineamento dell'insegnamento al regime come una conseguenza della natura totalitaria del fascismo:
Inoltre, secondo Gentile, il giuramento avrebbe giovato anche agli antifascisti, i quali – stimati in «quattro o cinque» – sarebbero stati «essi stessi contenti di aver un'occasione d'uscir dall'equivoco».
Giuseppe Antonio Borgese scrive che, dopo che Gentile ebbe suggerito «a Mussolini la legge che costringeva ogni professore d'Università» a giurare fedeltà al fascismo, «il despota titubò per più di due anni; la sua solita paura davanti al mondo misterioso dell'intelletto gli faceva temere una insurrezione in massa. Finalmente nel 1931 il filosofo, benché non facesse più parte del Governo, l'ebbe vinta».
Dopo l'entrata in vigore della nuova legge, all'inaugurazione del II congresso degli istituti fascisti di cultura in Campidoglio, il 21 novembre 1931, Gentile affermò che, anche grazie al giuramento di fedeltà, «gli avversari non ci sono più» e «l'intellettuale sbandato ecco finalmente, grazie all'articolo diciotto del decreto di agosto sull'istruzione superiore, sparisce dalle nostre università, dove rimase fino a ieri annidato; e la pace necessaria al lavoro torna nella scuola». In seguito non biasimò i docenti che rifiutarono il giuramento, ma anzi li elogiò pubblicamente. Nel verbale della seduta del consiglio di facoltà di Roma dell'11 gennaio 1932 si legge:
Giorgio Levi Della Vida – che aveva motivato il suo rifiuto di giurare con una "repugnanza quasi fisiologica al fascismo" – definì il rammarico espresso da Gentile «lacrime di coccodrillo», ma successivamente ritornò sulla severità di quel giudizio scrivendo nelle sue memorie: «Ripensandoci su, mi accorgo di essere stato cattivo; erano, sì, lacrime di coccodrillo, ma di un buon coccodrillo al quale veramente dispiaceva che l'inesorabile processo dialettico della storia lo avesse costretto a mangiare le sue vittime, e ora piangeva su di loro in assoluta sincerità di cuore». Nonostante il loro rifiuto di giurare fedeltà al fascismo, la collaborazione di De Sanctis e Levi Della Vida all'Enciclopedia Italiana diretta da Gentile continuò anche negli anni successivi (nel caso di Levi Della Vida fino al 1937). Nel 1933 Mussolini ricevette una lettera anonima che, denunciando la presenza di troppi antifascisti tra i collaboratori dell'Enciclopedia e l'eccessiva libertà di scrittura della quale avrebbero goduto, caldeggiava la sostituzione di Gentile con chi avesse voluto «promuovere una radicale opera di epurazione». Quando il duce chiese spiegazioni in merito al filosofo, questi gli rispose cercando di sminuire l'importanza del ruolo di De Sanctis (direttore di sezione) e di Levi Della Vida (estensore di voci importanti e che dopo il mancato giuramento aveva avuto un ampliamento degli incarichi), sostenendo di averli tenuti a collaborare «data la natura puramente tecnica del loro ufficio».

## Reazioni all'estero
Nel 1931 alcuni intellettuali antifascisti, fra cui Mario Carrara, Gina Lombroso e Guglielmo Ferrero, rivolsero una petizione alla Commissione internazionale di cooperazione intellettuale e all'ente ad esso associato, l'Istituto internazionale per la cooperazione intellettuale (entrambi operanti nell'ambito della Società delle Nazioni), in cui, riferendosi al decreto che imponeva il giuramento di fedeltà al fascismo, scrivevano fra l'altro:
La petizione si concludeva chiedendo all'Istituto per la cooperazione intellettuale «di studiare con quali mezzi si possono aiutare gli uomini di scienza italiani nella difesa della loro libertà intellettuale».

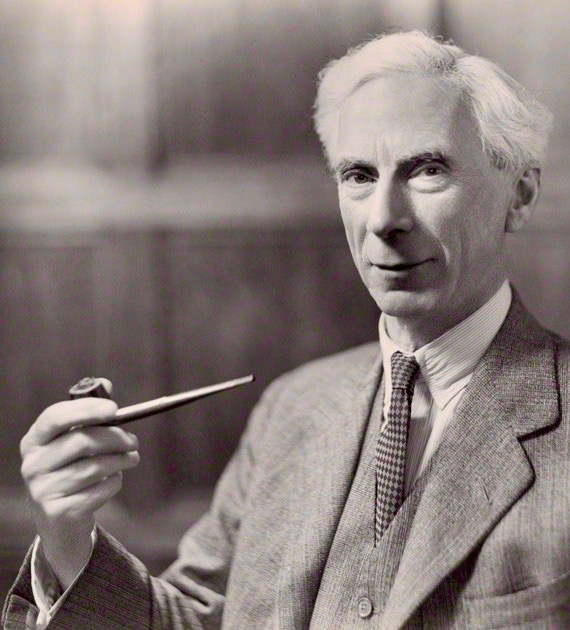
Il filosofo inglese Bertrand Russell

Apparso sulla stampa internazionale, in pochi mesi l'appello raccolse quasi 1.300 adesioni; fra gli aderenti di maggiore rilievo si annoverano i filosofi Miguel de Unamuno, John Dewey e Bertrand Russell e l'economista William Henry Beveridge. Goetz osserva che la «maggiore partecipazione venne dalla Spagna, con oltre 900 adesioni, il che indubbiamente si spiega in buona parte con la liberazione del paese dalla monarchia e dalla dittatura militare avvenuta pochi mesi prima». 180 adesioni pervennero dagli Stati Uniti, 40 dalla Gran Bretagna (fra cui l'economista Arthur Cecil Pigou e il politologo Harold Laski), 45 dalla Svezia, 36 dal Sudafrica, 40 dalla Francia (fra cui il fisico Paul Langevin), almeno 24 dalla Svizzera (fra cui lo psicologo Edouard Claparède), 9 dalla Germania (fra cui il sociologo Ferdinand Tönnies e il giurista Gustav Radbruch), 1 dall'Olanda e 1 dall'Argentina. Si rifiutò di firmare la petizione il grande economista John Maynard Keynes, dichiarandosi dispiaciuto e aggiungendo: «ma ho perso ogni fiducia nell'efficacia di queste circolari, e tento di attenermi rigidamente alla regola di non firmarle mai, a meno che non si tratti di una questione che mi riguardi di persona o di cui ho una conoscenza approfondita».
La petizione ebbe un iter burocratico complesso: il segretario della Commissione internazionale di cooperazione intellettuale, lo svizzero Jean Daniel de Montenach, chiese fra l'altro un parere al giurista francese Emile Giraud, il quale emise parere negativo sostenendo che si trattava di una questione interna dello Stato italiano, non rilevante per il diritto internazionale e perciò non di competenza della Società delle Nazioni. La petizione non venne accolta dalla Società delle Nazioni, il cui segretariato, il 19 aprile 1932, rispose che essa non avrebbe potuto avere alcun seguito in quanto priva «di carattere ufficiale», ossia in quanto non proveniva da un'autorità di governo. Goetz commenta che con questa presa di posizione la Società delle Nazioni dimostrò «una cecità incredibile».

Il gerarca e squadrista Carlo Scorza dileggiò su un giornale di regime i docenti che avevano rifiutato di giurare

Il regime fascista, vista l'obbedienza (superiore alle sue aspettative) all'obbligo del giuramento da parte della stragrande maggioranza dei docenti italiani, ignorò le proteste internazionali con un atteggiamento che Boatti definisce di «sicurezza arrogante». Ad esempio il gerarca e squadrista Carlo Scorza, riducendo a soli undici il numero dei professori dissidenti, fece pubblicare su un giornale di regime le seguenti riflessioni:
Il gerarca fascista osservava nel suo articolo che fra i nomi dei professori che avevano rifiutato il giuramento vi erano tre ebrei e aggiungeva al nome di Giorgio Levi Della Vida il commento: «Ebreo e, come se non bastasse, professore di ebraico»; ciò - rileva Goetz - allo «scopo evidente di segnalare il proprio antisemitismo».
Goetz riporta numerosi esempi di commenti negativi nei confronti del giuramento di fedeltà da parte della stampa extraitaliana. Alcuni erano firmati da esuli antifascisti all'estero. Il filosofo Angelo Crespi pubblicò su un giornale svizzero un articolo in cui manifestava il suo «profondissimo schifo» nei confronti di Giovanni Gentile. L'economista Arturo Labriola rilevò l'amara ironia, 
Il "New York Herald Tribune" sottolineava come dodici professori avessero «sfidato i fascisti» rifiutandosi di giurare. Il settimanale inglese "The Economist" commentò la scelta di non prestare giuramento da parte degli accademici italiani dissidenti scrivendo che «il mondo ha motivo di essere loro grato per la loro fedeltà alla causa della libertà e dell'onestà intellettuale». Il "Times" di Londra commentò: «Né un Napoleone né un Mussolini possono imporre una uniformità di pensiero» e ammonì: «Nell'eterna lotta tra libertà e autorità vale la pena di ricordare ai fascisti che una volta i ribelli erano loro». Alcuni giornali tracciarono dei paralleli fra la dittatura fascista e quella sovietica, accomunando i due regimi per il loro spregio della libertà di parola e d'insegnamento. Vi furono anche commenti ironici, come quello di un quotidiano della sinistra olandese: «Licenziamento di intellettuali. A quanto pare in Italia vi sono professori a sufficienza». 

### La lettera di Einstein

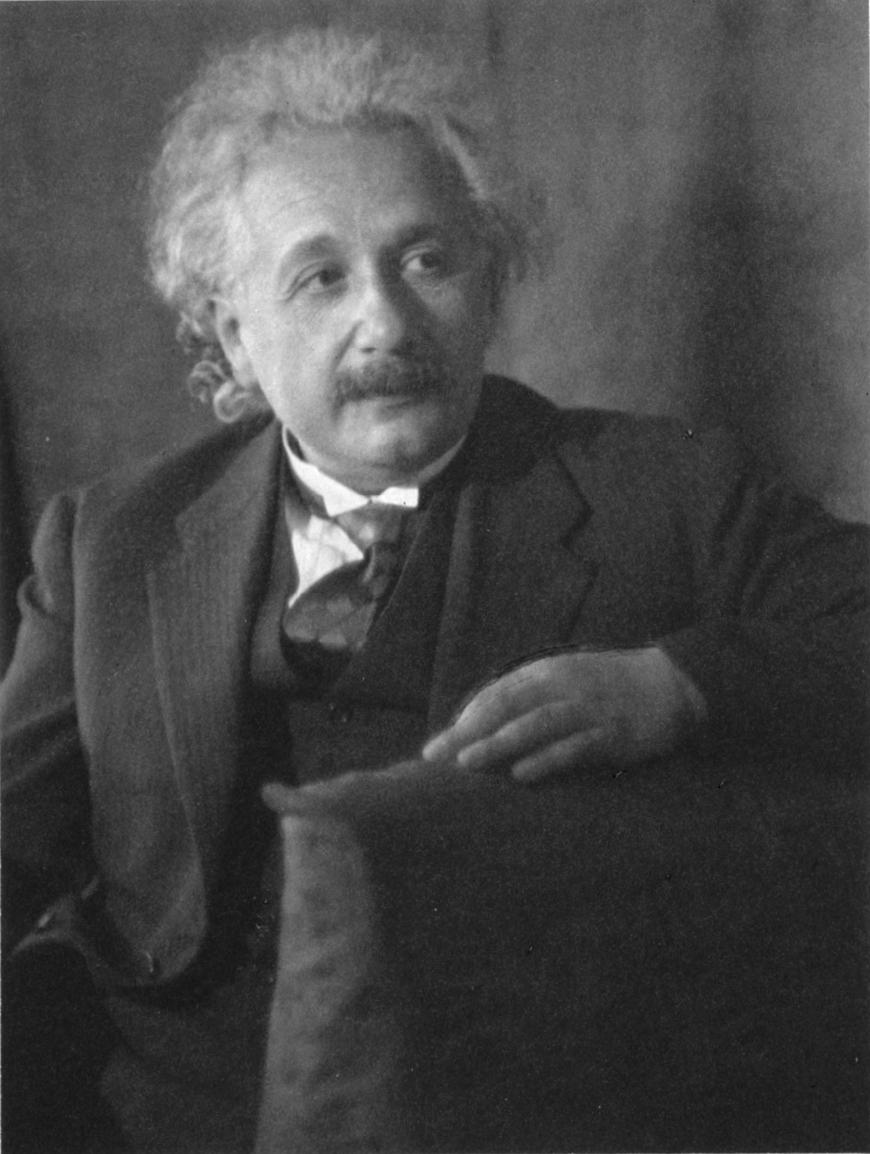
Albert Einstein (1931)

Francesco Ruffini nel novembre 1931 scrisse una lettera ad Albert Einstein facendola avere a Guglielmo Ferrero perché la inviasse al grande scienziato, cosa che Ferrero fece accompagnando la lettera con un suo scritto con il quale pregava Einstein di rivolgersi all'allora ministro della Giustizia Alfredo Rocco. Nella sua lettera Ruffini esprimeva la speranza che «se mai una voce di solidarietà e di protesta si dovesse levare da parte dei più illustri docenti delle università straniere, il governo desista dalla sua sconsiderata decisione»; ed Einstein scrisse immediatamente una lettera ad Alfredo Rocco:

Alla lettera di Einstein rispose un collaboratore di Rocco, Giuseppe Righetti, il quale (in una cortese risposta scritta in buon tedesco) ammise l'imposizione del giuramento di fedeltà ma rassicurò Einstein che esso non prevedeva alcuna adesione a questo o a quell'indirizzo politico, come dimostrava il fatto che su circa milleduecento professori solo «7 o 8» - a suo dire - avevano sollevato obiezioni. Einstein annotò nel suo diario: 
 e aggiunse: «Bei tempi ci aspettano in Europa».
Nello stesso periodo all'appello di Einstein al ministro Rocco si aggiunsero (realizzando quella che Goetz ritiene «una iniziativa probabilmente concordata») altre due lettere di simile tenore, scritte rispettivamente dal grecista Gilbert Murray e dal preside del Balliol College dell'Università di Oxford, Alexander D. Lindsay.

## Valutazioni storiografiche
Secondo la studiosa Dina Bertoni Jovine l'obbligo del giuramento costituì «una vendetta contro quel manifesto antifascista del 1925 che aveva raggruppato intorno a Croce gli esponenti della cultura italiana». Il giurista Alessandro Galante Garrone accusa Giovanni Gentile di essere «il principale responsabile di questa sporca manovra, [...] di quel tiro birbone [...] diretto ad asservire la cultura universitaria». Sempre per Galante Garrone l'obbligo di giuramento era «un sopruso bello e buono, una umiliazione, uno schiaffo. Si chiedeva a uomini liberi di giurare di essere servi».
Lo storico Alberto Aquarone, condividendo un argomento di Croce, giustifica i professori antifascisti che scelsero di giurare «evitando così che l'università rimanesse sguarnita di molti fra i suoi elementi migliori e cadesse preda del politicantismo fascista». Questa argomentazione è accettata da Luigi Salvatorelli e Giovanni Mira, i quali però vi contrappongono la riflessione che occorre sempre opporre forte e visibile resistenza alla violenza che cerca di coartare le coscienze.
Per Gaetano Salvemini il fatto che la quasi totalità dei professori accettò di giurare fu «un grande disastro morale per noi antifascisti all'estero. Sentimmo di aver perduto una battaglia campale». Galante Garrone ritiene che, qualora centinaia di professori avessero rifiutato di giurare, si sarebbe trattato di una sconfitta gravissima per Gentile e per il regime fascista; tuttavia «mancò tra gli insegnanti, colti di sorpresa dal provvedimento, un tentativo di organizzare in comune qualche forma di resistenza».
Giuseppe Antonio Borgese valuta in termini molto negativi l'effetto morale del giuramento sull'intellettualità italiana: per Borgese, dopo il giuramento molti studiosi e insegnanti, anche se inizialmente recalcitranti, finirono per trasformare «la loro malafede in una fede sincera o la triste necessità della schiavitù nella virtù della libera scelta. [...] Pochi anni o pochi mesi dopo la formalità del giuramento, quasi tutti i professori universitari d'Italia furono, anima e corpo, alla mercé di Mussolini, maestro elementare. - Così tutte le piazzeforti della cultura italiana furono rase al suolo: perché non erano state forti affatto».

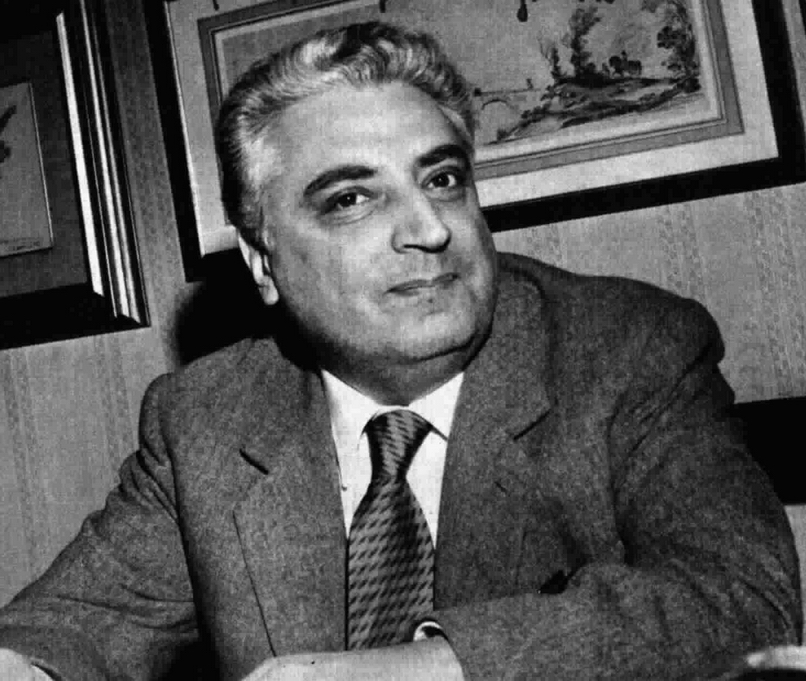
Renzo De Felice

Lo storico Renzo De Felice, nella sua monumentale biografia di Benito Mussolini, osserva che «verso la cultura Mussolini [...] aveva un duplice atteggiamento. Da un lato [...] amava atteggiarsi ad uomo di cultura e ad avere contatti e rapporti con gli intellettuali più in vista, verso i quali non mancava, a volte, di mostrarsi comprensivo e liberale. Da un altro lato la sua concezione della cultura era essenzialmente strumentale e quindi, sostanzialmente illiberale. La cultura [...] aveva per lui un valore, un significato eminentemente politico: doveva contribuire al prestigio dell'Italia e del fascismo all'interno e all'estero e, al tempo stesso, doveva servire alla formazione delle nuove generazioni nel senso voluto dal regime». Alla luce di tali considerazioni De Felice valuta «l'apparente contraddittorietà del modus operandi del regime rispetto al mondo della cultura: a volte cattivante e largo di onori e di prebende, a volte quasi liberale o, almeno, restio ad interventi che sarebbero potuti riuscire controproducenti sul piano del prestigio [...], a volte, invece, specialmente quando si trattava di uomini di cultura ad immediato contatto con i giovani o di questioni che potevano essere interpretate come atti di debolezza del regime, drasticamente autoritario e repressivo». In quest'ultimo senso, per De Felice, è «tipico» il caso del giuramento di fedeltà al fascismo. 
Per De Felice, infatti, ai «fini pratici del regime il giuramento era praticamente inutile» ed era «una operazione politicamente controproducente, specie all'estero, ove fu sfruttato dalla emigrazione antifascista contro il regime e suscitò una impressione tutt'altro che favorevole anche in ambienti che simpatizzavano col fascismo; ciò nonostante fu imposto, da un lato, perché in quel momento Mussolini sentiva la necessità di dare un contentino e, al tempo stesso, una indiretta risposta polemica all'intransigentismo fascista che da un po' di tempo aveva preso a tacciare il regime di eccessiva tolleranza e, addirittura, di "deferenza" verso gli intellettuali antifascisti e, da un altro lato, per dimostrare alla Chiesa [...] che anche i cattolici dovevano ubbidire allo Stato fascista». Sempre secondo De Felice, tuttavia, la «insoddisfazione dei fascisti più intransigenti per gli scarsissimi risultati pratici conseguiti col giuramento è dimostrata dal continuare negli anni successivi delle denunce e degli attacchi contro i professori antifascisti e già firmatari del "manifesto Croce" e degli altri appelli antifascisti».
Helmut Goetz valuta molto severamente il giuramento di fedeltà al fascismo, scrivendo fra l'altro che «non si poteva certo parlare di un giuramento prestato volontariamente. L'alternativa tra giurare e perdere la cattedra (e questo dopo aver già giurato pochi anni prima!) costituiva un vero e proprio ricatto». Quanto al ruolo di Gentile (cui Goetz attribuisce ampiamente la responsabilità dell'iniziativa), Goetz, condividendo il giudizio di Ugo Guido Mondolfo, scrive: «Che Mondolfo avesse visto chiaro quando parlava del cinismo della tirannide è confermato da altre affermazioni di Gentile, secondo cui spetta infatti allo stato, con una sola fede e un'unica dottrina, stabilire i limiti della ricerca, della libertà di parola e della libertà di stampa (visto che la libertà di pensiero, esplicandosi in silenzio, non può comunque essere impedita). Stato significava però in primo luogo Mussolini e i suoi tirapiedi, i quali - studiosi o altro che fossero - agivano nei confronti dei docenti non secondo criteri scientifici, ma solo secondo criteri politici e ideologici». Riferendosi ai ragionamenti proposti da Gentile per giustificare la formula di giuramento adottata nel 1924, e ad alcune successive argomentazioni dello stesso Gentile in favore del totalitarismo fascista, Goetz commenta: «Nella giustificazione addotta per il giuramento si nascondeva già in nuce quella scellerata dottrina dello stato esposta molto apertamente da Gentile nel 1927 e nel 1929».
Commentando la posizione di Giovanni Gentile, Gennaro Sasso osserva: «la cosa singolare è che, nell'argomentare così, non solo egli mostrava di credere che, se il giuramento fosse stato dato, le ragioni del dissidio politico che ai suoi occhi lo aveva reso necessario sarebbero venute meno; ma addirittura riteneva che potesse essere e definirsi unità autentica quella che fosse stata conseguita per la via della coercizione e non per quella, da lui tante volte definita come l'unica possibile, della libertà, mediante la quale lo spirito costituisce sé stesso».
Secondo la studiosa Luisa Mangoni, «con la richiesta di giuramento Gentile imponeva un atto non necessario se non al fine di sancire un rapporto non più di cittadinanza ma di subordinazione: era un violare le coscienze, una ulteriore conferma di quella pervasività che caratterizzò il regime fascista e delle molte responsabilità di Gentile, mi sembra, la più imperdonabile».
L'apprezzamento degli studiosi è pressoché unanime nei confronti dei professori che rifiutarono il giuramento. Nel 1975 il filosofo del diritto Umberto Cerroni propose di leggere i loro nomi ad alta voce all'inizio di ogni lezione in tutte le università italiane, aggiungendo ironicamente: «non ci vorrebbe, del resto, molto tempo».

Nel 1965 lo scrittore Ignazio Silone propose di scolpire sulle pareti dell'aula magna di ogni ateneo italiano i nomi dei professori che rifiutarono di giurare. Osservando che lo scarso numero di questi ultimi era indice del triste destino degli intellettuali sotto tutte le dittature, Silone scrisse che 